# Mertensophryne anotis
Espèce
Synonymes
- Bufo anotis Boulenger, 1907
- Stephopaedes anotis (Boulenger, 1907)

Statut de conservation UICN

 EN B1ab(iii) : En danger
Mertensophryne anotis est une espèce d'amphibiens de la famille des Bufonidae.

## Répartition
Cette espèce se rencontre entre 900 et 1 300 m d'altitude :
- au Zimbabwe, dans la province du Manicaland dans la forêt de Chirinda ;
- au Mozambique, dans la province de Manica dans la forêt de Dombe et dans la province de Cabo Delgado dans les îles Quirimbas.

## Description
Mertensophryne anotis mesure jusqu'à 45 mm.

## Publication originale
- Boulenger, 1907 : Descriptions of a new Toad and a new Amphisbaenid from Mashonaland. Annals and Magazine of Natural History, sér. 7, vol. 20, p. 47-49 (texte intégral).